# Ponte Storseisundet
A ponte Storseisundet (em norueguês:  Storseisundbrua) é a mais longa das oito pontes que compõem a Atlanterhavsveien ("Rodovia do Oceano Atlântico"), a estrada de ligação de Romsdalshalvøya para a ilha de Averøya em Møre og Romsdal, na Noruega.